# Занимайтесь любовью, а не Warcraft’ом
«Занимайтесь любовью, а не Варкрафтом» (англ. Make Love, Not Warcraft) — эпизод 1008 (№ 147) сериала «Южный Парк», премьера которого состоялась 4 октября 2006 года. В 2007 году серия была номинирована на премию «Эмми» в номинации «Лучшая анимационная программа длительностью меньше одного часа» и выиграла эту награду.

## Сюжет
В популярной игре World of Warcraft один из игроков начинает убивать всех подряд, включая ребят из Саус-Парка. Этот «грифер» (англ. griefer — игрок, который играет лишь для того, чтобы портить игру другим) играл каждый день последние полтора года и каким-то образом смог обойти максимальное количество возможных уровней в игре. Он также смог обойти правила Blizzard, которые требуют обоюдного согласия перед поединком (дуэлью). Даже администраторы игры не могут его победить. Рэнди, отец Стэна, также интересуется игрой (после того, как сын называет его «ламером» и объясняет, что такое онлайн-игры), но грифер его быстро убивает.
Картман собирает всех четвероклассников, чтобы спланировать нападение на грифера. Баттерс оказывается единственным не играющим в WoW (он играет в Hello Kitty Island Adventure), и Картман советует ему установить WoW, пока все остальные его не убили. Сомневается в целесообразности атаки и Клайд, но Картман в конце концов уговаривает всех. Их план — войти в игру и напасть одновременно. В назначенный час Картман (в качестве персонажа дворфа) начинает атаку, но грифер призывает гигантских скорпионов себе на помощь и легко отбивается. Все ребята сдаются и идут играть на улицу.
Картман убеждает Стэна, Кайла и Кенни продолжать играть — «Вы можете бездарно провести эти дни на улице, бездумно гоняя мячик… а можете сесть за компьютер и совершить нечто важное». Следующие несколько недель ребята играют 21 час в сутки, убивая низкоуровневых кабанов в лесу (чтобы получить очки опыта) и прячась от грифера. Из-за ужасного образа жизни они быстро толстеют (Картман, который уже был толстым, становится просто чрезвычайно жирным), у них появляются прыщи; кроме того, ребята совершенствуют свой интернет-жаргон, используя слова наподобие «Über» и «pwned» в обыденной речи. Персонажи ребят растут так быстро, что в Blizzard их замечают и понимают, что у них, как и у грифера, «нет никакой личной жизни» (англ. have no life).
Понимая, что ребятам понадобится помощь в убийстве злодея, создатели игры решают дать им «Меч Тысячи Истин» — оружие такой мощи, что оно было удалено из игры и помещено на гигабайтную флешку. «Зальцман из бухгалтерии» ранее предсказал, что меч когда-нибудь будет использован. Не зная об этом, ребята уже начали свой семнадцатичасовой крестовый поход против грифера, который, по догадкам Blizzard, будет наверняка безуспешным. Двое из них приходят в дом Стэна с флэшкой, не зная, что ребята играют в доме Картмана. Рэнди соглашается лично передать меч парням в игре; он долго ищет компьютер, в конце концов входит в игру с демо-компьютера в магазине бытовой электроники. Рэнди передаёт Стэну оружие, но сам оказывается смертельно ранен грифером. С помощью меча ребята уничтожают грифера перед тем, как персонаж Рэнди умирает.
Игроки World of Warcraft празднуют гибель злодея. «И чем мы теперь займёмся?» — спрашивает Стэн. Картман отвечает: «Теперь мы наконец-то сможем нормально поиграть». И все продолжают спокойно играть.

## Создание
Серия создавалась при сотрудничестве с Blizzard Entertainment — студией, разрабатывающей игру World of Warcraft, которые создали непосредственно сцены персонажей из игры. При этом Трей Паркер и Мэтт Стоун были приятно удивлены, узнав о том, что сотрудники студии готовы помочь в создании серии. Сцены из игры представляют собой машиниму, для чего были использованы готовые локации и персонажи из игры, особые движения и мимику для персонажей создавали c помощью редактора Autodesk Maya. Изначально серия должна была стать 145-й, но из-за некоторых трудностей с созданием машинимы выпуск отложили на 2 серии.
Вместе с приобретением ограниченного DVD-издания 10 сезона South Park покупатель получал 14-дневный купон на бесплатную игру в World of Warcraft.
Примечательно, что «Меч Тысячи Истин», которым Стэн убивает недобросовестного персонажа, появился ещё до появления серии в финальной оригинальной версии игры, и падал он с последнего босса в Наксрамасе. После меч был переделан под контент последующего дополнения.

## Смерть Кенни
Персонаж Кенни несколько раз погибает в игре, как и персонажи остальных ребят. Хотя в «реальном» мире он не умирает, во время его первой показанной нам гибели Стэн и Кайл говорят известную фразу: «О боже мой! Он убил Кенни!» — «Сволочь!». Это единственный раз за сезон, когда Кенни хоть как-то погибает.

## Игровые персонажи и их исполнители
- Дворф с молотом — Эрик Картман
- Человек-женщина-маг — Кайл Брофловски
- Человек-воин с гербовой накидкой Северного Волка — Стэн Марш
- Человек-охотник в красной одежде — Кенни Маккормик
- Человек-воин с мечом и щитом — Рэнди Марш
- Второй дворф с молотом — Баттерс
- Человек-жрец в фиолетовой одежде — Айк Брофловски
- Человек-жрец в белой одежде — Тимми
- Человек с тёмным цветом кожи — Токен Блэк
- Ночной эльф с зелёными волосами — Джимми Волмер
- Ночной эльф с синими волосами — Клайд Донован
- Гном с мечом — Твик Твик
- Гном с посохом — Джейсон
- Человек-маг в шлеме — грифер Дженкинс
- Ночная эльфийка — Крейг Такер
- Человек-женщина-маг в красном — Кевин

## Пародии
- Название «Make Love, Not Warcraft» — пародия на известный слоган хиппи «Make love, not war» (Занимайтесь любовью, а не войной), использованный, в частности, в песне Джона Леннона «Mind Games».
- Проверяя Клайда на «французность», Картман спрашивает его: «Voulez-vous coucher avec moi, Clyde?». Едва ли Эрик понимает смысл этой фразы, поскольку она означает: «Не хотите ли переспать со мной, Клайд?». Эта фраза стала популярна благодаря хиту Labelle «Lady Marmalade», в котором проститутка задаёт этот вопрос клиенту.
- Сцена, когда Рэнди вместе с сотрудниками Blizzard едет на работу для того, чтоб залогиниться в WoW, а именно когда Рэнди вытаскивает водителя из авто и садится за руль, копирует стиль похищения машин из серии Grand Theft Auto. Он открывает дверь, избивает водителя, вытаскивает его на дорогу, садится за руль и уезжает. Точно таким же способом происходит угон машин во всех играх GTA.

## Факты
- Эпизод назвали одним из любимых двое постоянных участников работы над сериалом — Лесли Хьюр[5] и Тони Постма[6].
- Фразу «He has no life» часто используют по отношению к людям, в пользу игры отказывающимся от многого в реальной жизни. Обычно их называют «ноулайферами».
- На школьных компьютерах стоят заставки «Коровы Саус-Парка» (англ. South Park Cows) — ведь коровы являются символами школы и спортивных команд города.
- Когда мальчики «прокачиваются», убивая кабанов, звучит песня Пола Стэнли «Live to Win»[7].
- У бедного Кенни имеются деньги не только на компьютер, но и на оплату Интернета и ежемесячной подписки World of Warcraft. Во время финальной битвы в подвале Картмана можно заметить, что у Кенни старый монитор с ЭЛТ, а у остальных ребят более современные LCD.
- В патче 1.11.0 World of Warcraft в подземелье Наксрамас в игру был добавлен меч «Алчущий холод»[8], в точности повторяющий модель «Меча Тысячи Истин». Чуть позже в дополнении Wrath of the Lich King «Алчущий холод» был удалён из игры, а на его место встал его аналог «Убийца Всего Неживого»[9], в надпись которого вошли слова («Как и было предсказано Зальцманом»), являющиеся пасхалкой к сериалу.
- При добавлении системы достижений в игру было введено достижение в разделе PvP: «Занимайтесь любовью, а не войной» (в оригинале «Make love, not War»), получить которое можно, обняв мёртвого врага, пока его дух не отлетел от тела[10]. Именно в конце серии Стен подходит к отцу и обнимает его после того, как его убили.
- Когда Рэнди подбегает к Демо-стенду в магазине, у мальчика можно заметить рюкзак в виде одного из Чинпокомонов из эпизода «Чинпокомон».
- В подвале, где играют дети в финальной части эпизода, в углу видно куклу Антонио Бандераса с гениталиями (самих гениталий не видно) из эпизода «Отличная загадка группы Korn о пиратском призраке».
- На столах у ребят можно заметить банки из-под энергетика. У Кайла это «Red Balls» (пародия на «Red Bull»), а у Кенни «Big Balls» или «BG balls» (возможно является пародией на «Dr. Pepper»), а Картман пьёт «Rockstar». Также «Rockstar» употребляет грифер.
- В игре «Hearthstone» есть карта «Элвинский вепрь»[11], название, описание и эффект которой являются отсылкой к серии.